# 卡塔尔航空
卡塔爾航空公司（阿拉伯語：الخطوط الجوية القطرية）是卡塔爾的國家航空公司，成立於1993年。該公司是寰宇一家及阿拉伯航空運輸組織成員之一。它以哈馬德國際機場為主要基地，並以樞紐航線網路模式運作，至今已開通了全球150多個國際城市的航線，亦為其中一間於六大洲均有航點的航空公司。

## 歷史

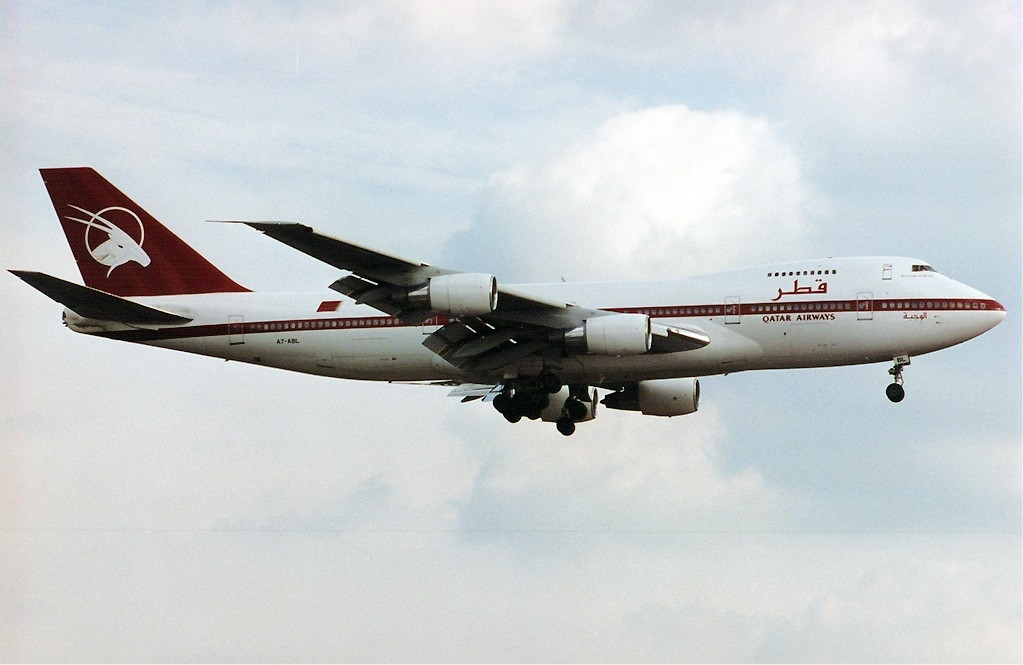
卡塔爾航空在1996年使用原屬全日空的波音747-100SR，垂直尾翼繪有卡塔爾羚羊

卡塔爾航空公司於1993年11月22日成立，並於1994年1月20日正式開始營運。1994年5月，安曼航線開辦。1995年4月，該航空公司的行政總裁是謝赫·哈馬德·本·阿里·本·賈布爾·阿勒塔尼酋長，當時一共僱用了75名員工。此時，機隊由兩架空中巴士A310客機組成，用以執飛來往阿布扎比、曼谷、開羅、杜拜、喀土穆、科威特、倫敦、馬德拉斯、馬尼拉、馬斯喀特、大阪、沙迦、台北、東京和特里凡得琅至多哈的航線。 1995年，卡航從波音購買了兩架原由全日空擁有的波音747客機；1996年從毛里裘斯航空購買了一部二手波音747SP客機。
2012年10月8日，卡塔爾航空宣佈加入寰宇一家，2013年10月30日正式加盟。
2017年11月6日，以約51.62億港元收購建滔化工以及旗下建滔積層板和建滔投資持有的約3.78億股國泰航空股份，佔已發行股本約9.61%。但受市場和投資者持續看淡國泰航空前景拖累，至11日入股僅僅5天，累積帳面虧損已經近5億元。2018年1月23日，以1.77億元增持1297.8萬股國泰股份，持股比例由9.61%升至9.94%。
2018年12月，卡塔爾航空公司行政總裁阿克巴爾·阿爾·貝克爾揚言要在2月退出航空聯盟寰宇一家，並指控聯盟成員澳洲航空和美國航空對卡塔爾航空進行了“敵對商業行為”。
卡塔爾航空於2019年4月30日退役其機隊中最後一架空中巴士A340-600客機，其最後執飛的航班為從曼谷素萬那普國際機場到哈馬德國際機場的QR835。行政總裁阿克巴爾·阿爾·貝克爾在2009年表示，A340-600與波音777相比成本效益較低，退役有關機型是為了降低機隊的平均機齡及提升成本效益。

## 公司事务

### 涂装
卡塔尔航空公司有一只卡塔尔国兽阿拉伯大羚羊作为其标志。一只勃艮第红羚羊在灰色背景中装饰在尾翼上。于2006年推出了这个形象。

### 赞助
卡塔尔航空赞助过多个体育俱乐部：
- 2013年7月，卡塔尔航空成为巴塞罗那足球俱乐部的球衣广告赞助商[13]，直至2017年。[14]
- 2016年8月，卡塔尔航空成为悉尼天鵝澳式足球會的官方赞助商。[15]
- 2017年5月，卡塔尔航空成为国际足球联合会官方合作伙伴以及2018年、2022年两届国际足联世界杯的官方航空公司。[16][17]
- 2017年5月，卡塔尔航空成为国际汽车联合会電動方程式赛车的官方航空公司。[18]
- 2018年4月，卡塔尔航空开始赞助羅馬體育俱樂部的球衣广告[19]，直至2021年。
- 2018年7月，卡航成为博卡青年的球衣广告赞助商。[20]
- 2022年6月，卡塔尔航空成为巴黎圣日耳曼足球俱乐部的球衣广告赞助商。
- 2023年2月，卡塔尔航空成为国际汽车联合会一級方程式赛车的官方航空公司。

## 航點與代碼共享

### 代碼共享
卡達航空與以下航空公司及鐵路系統簽訂代碼共享協議：
寰宇一家成員
- 阿拉斯加航空
- 美國航空
- 英國航空
- 國泰航空
- 芬蘭航空
- 西班牙國家航空
- 日本航空
- 馬來西亞航空
- 阿曼航空
- 摩洛哥皇家航空
- 皇家約旦航空
- 西伯利亞航空（會籍暫停）
- 斯里蘭卡航空

其他航空公司
- 波札那航空
- 韓亞航空（星空聯盟）
- 阿塞拜疆航空
- 曼谷航空
- 中國南方航空
- 高爾航空
- 靛藍航空
- 捷藍航空
- 肯亞航空
- 南美航空集團
- 中東航空（天合聯盟）
- 伏林航空
- 維珍澳洲航空
- 厦门航空 (天合聯盟)

鐵路
- 法國國鐵

## 現役機隊

### 客機

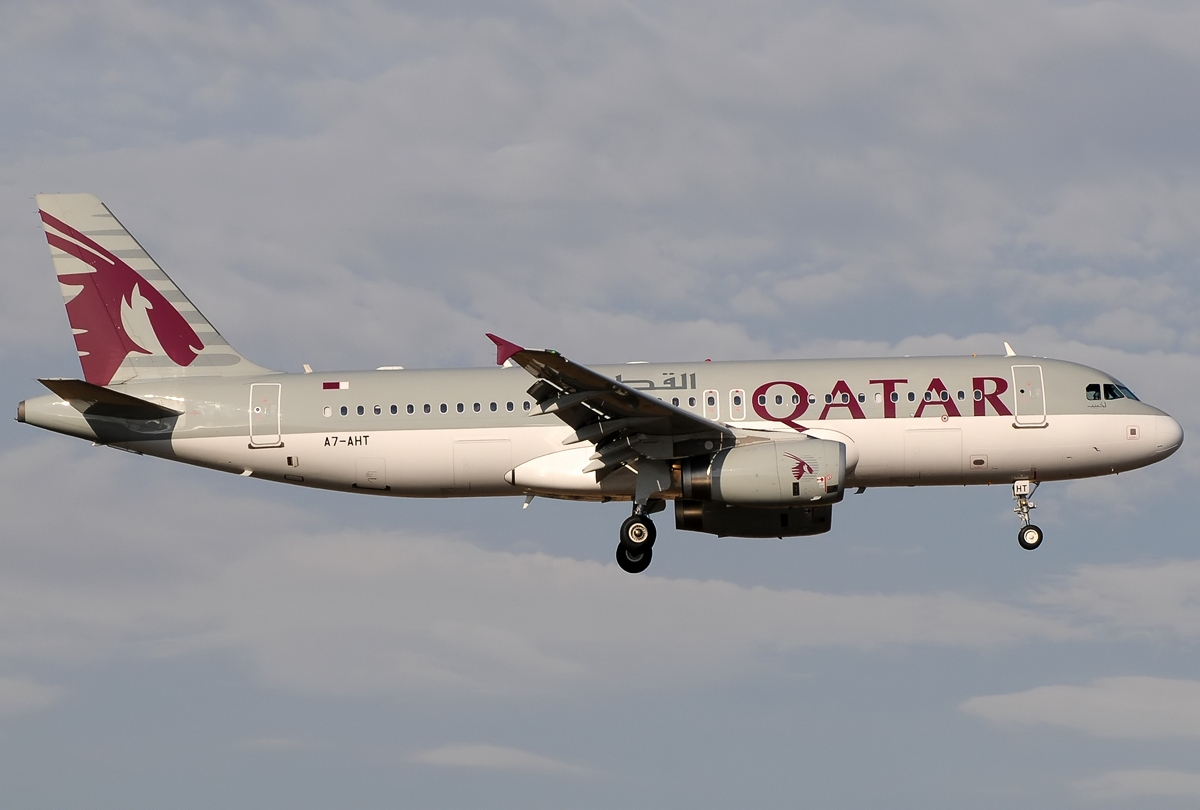
空中巴士A320-200

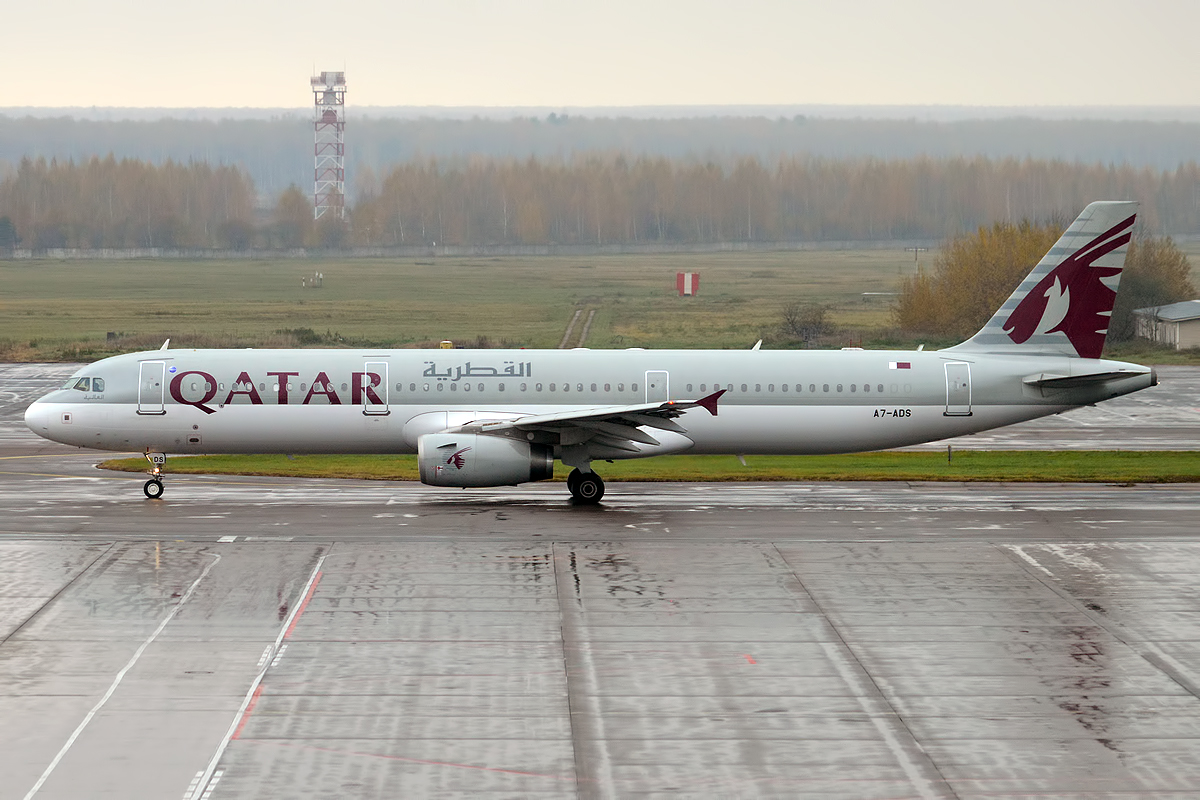
空中巴士A321-200

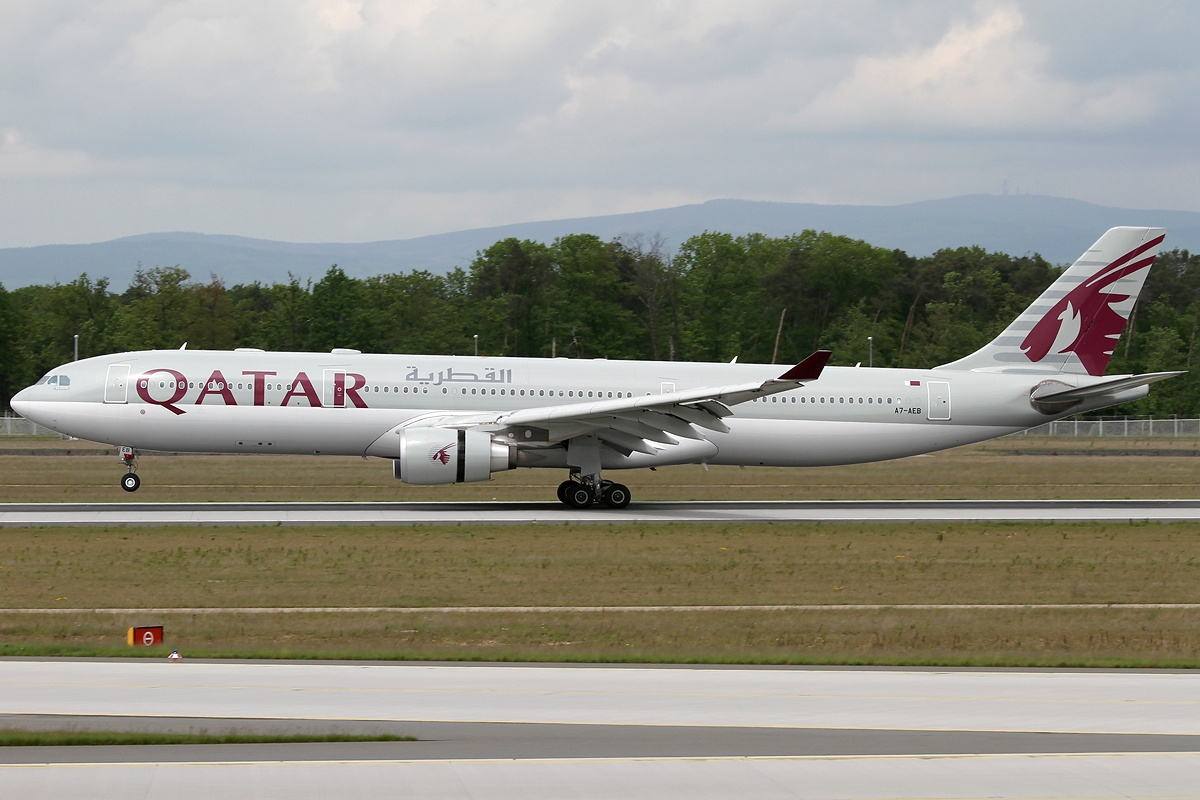
空中巴士A330-300

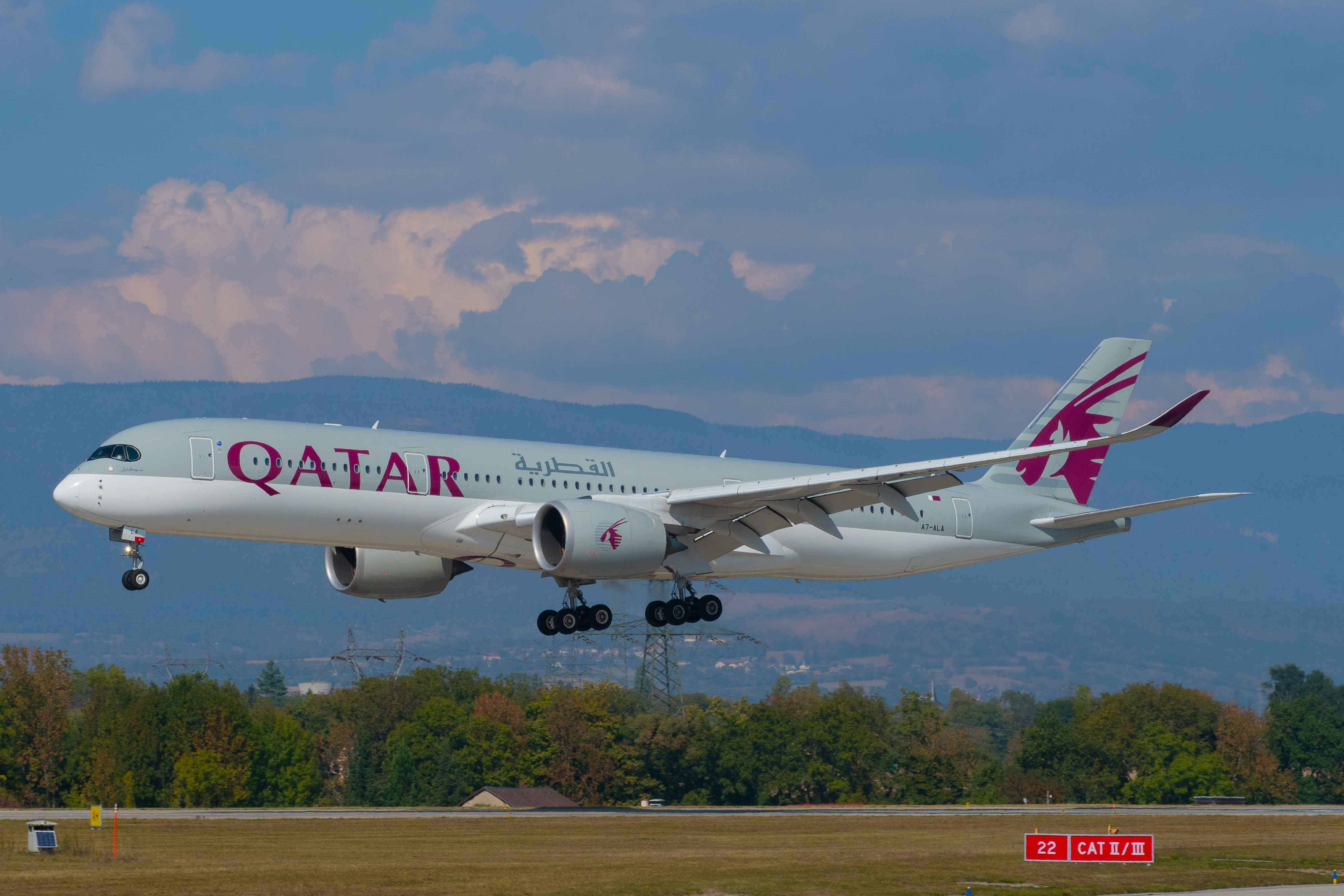
空中巴士A350-900

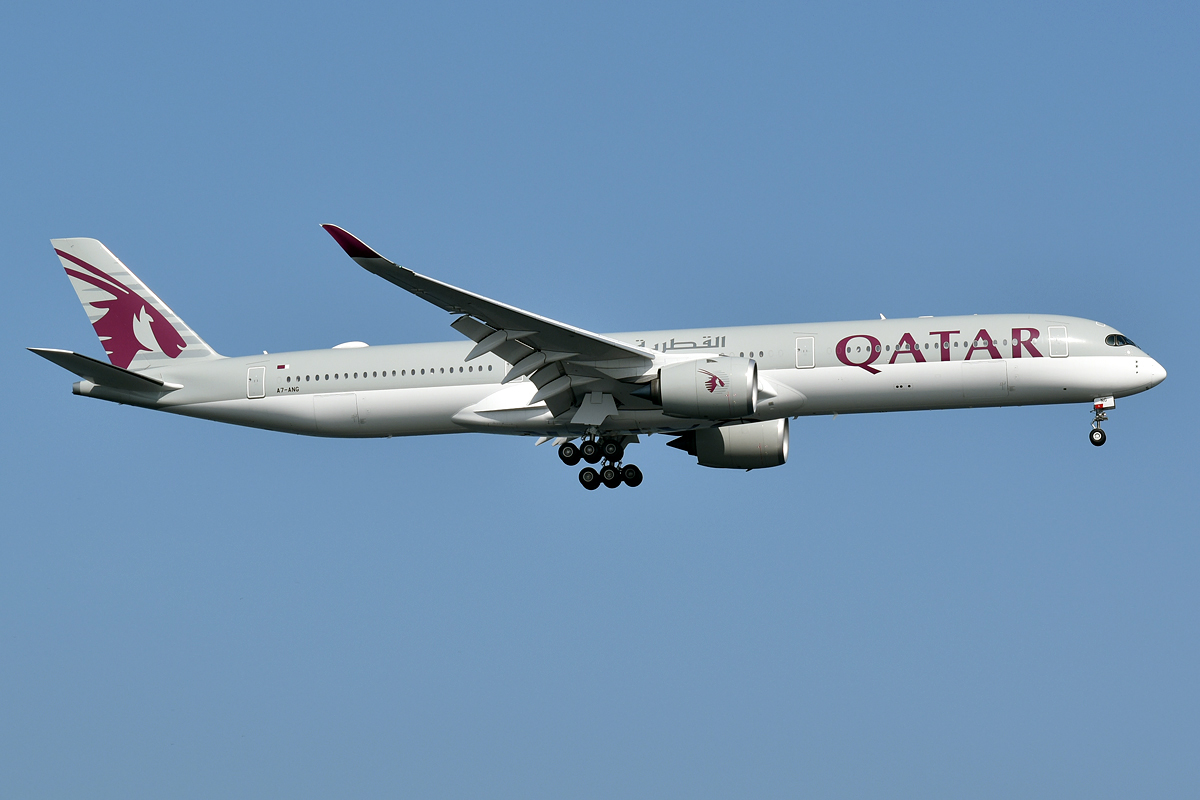
空中巴士A350-1000

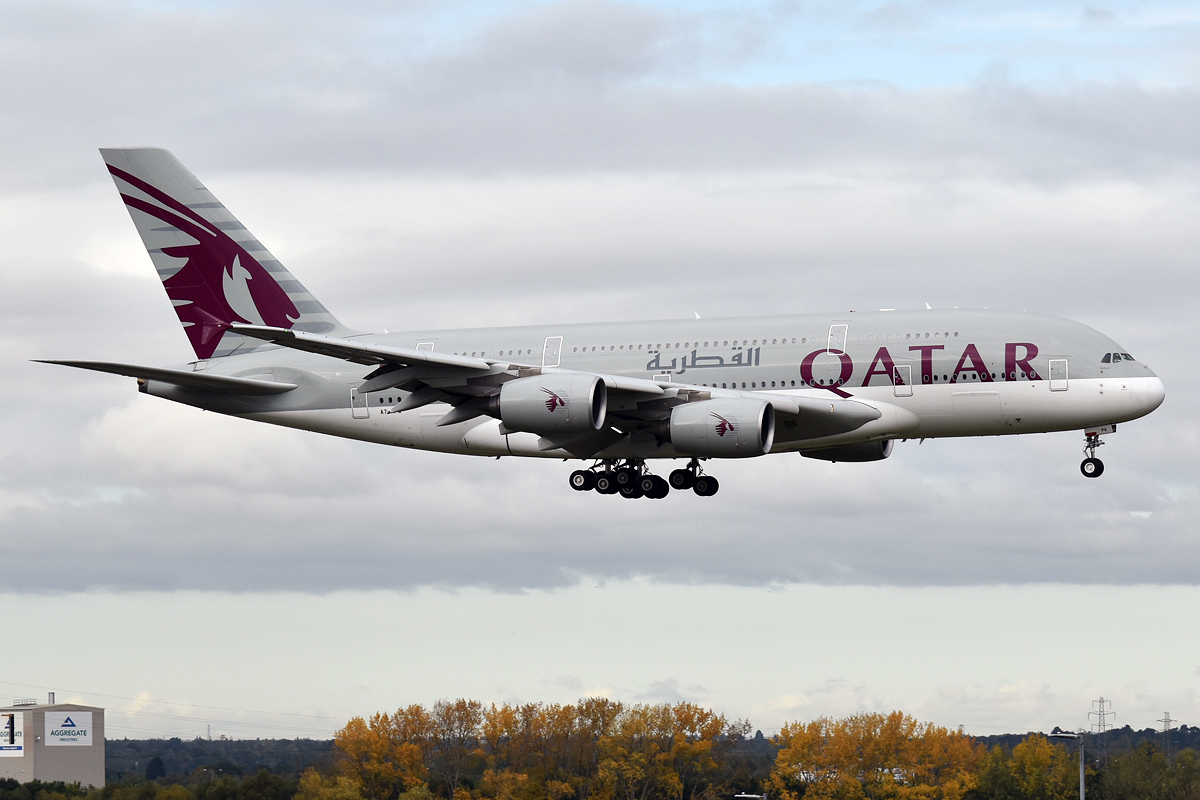
空中巴士A380-800

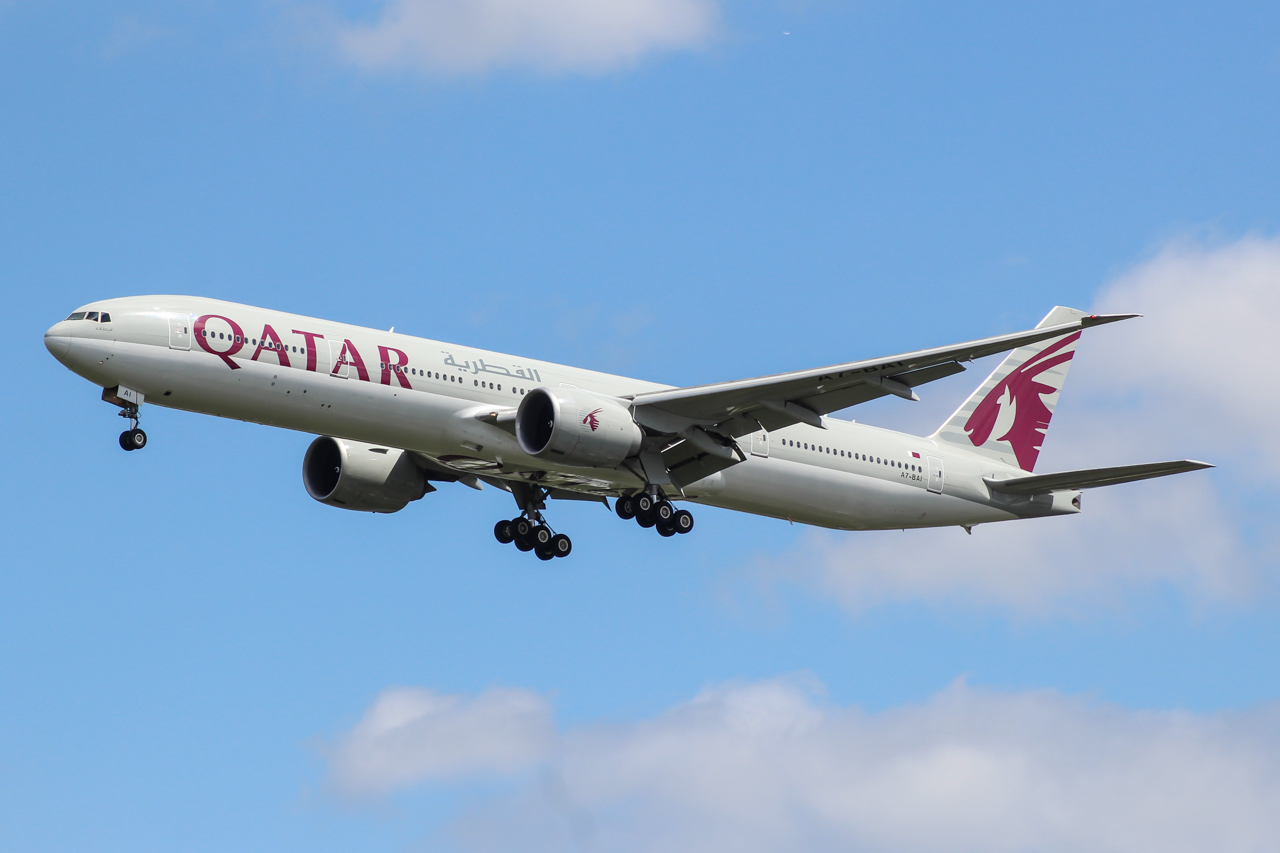
波音777-300ER

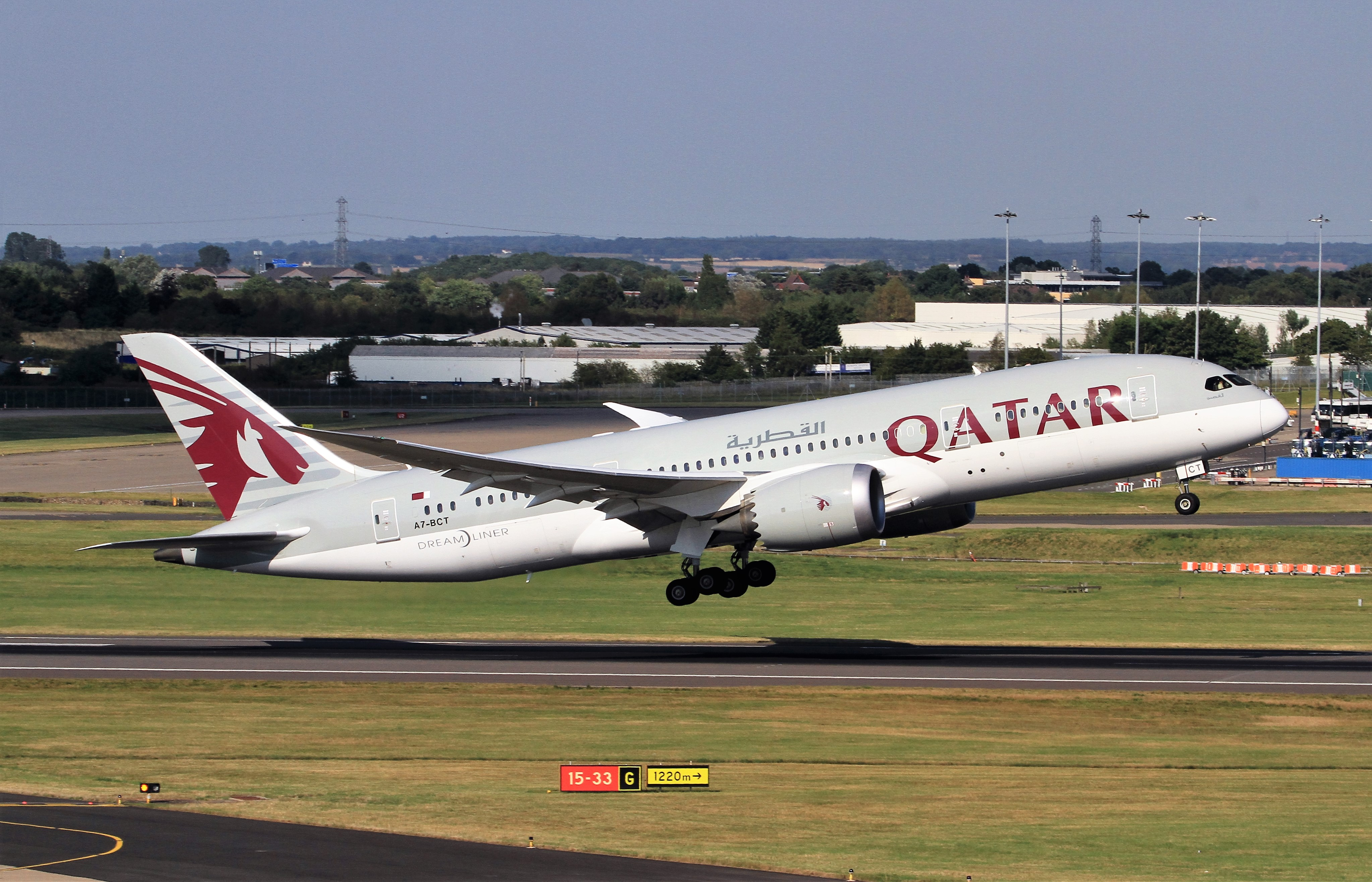
波音787-8

截至2024年2月，卡塔爾航空平均機齡為8.2年，機隊如下：
- 2016年10月7日宣佈訂購30架波音787-9及10架波音777-300ER，[26]，2017年9月25日宣佈再增購4架波音777-300ER[27]。

### 貨機

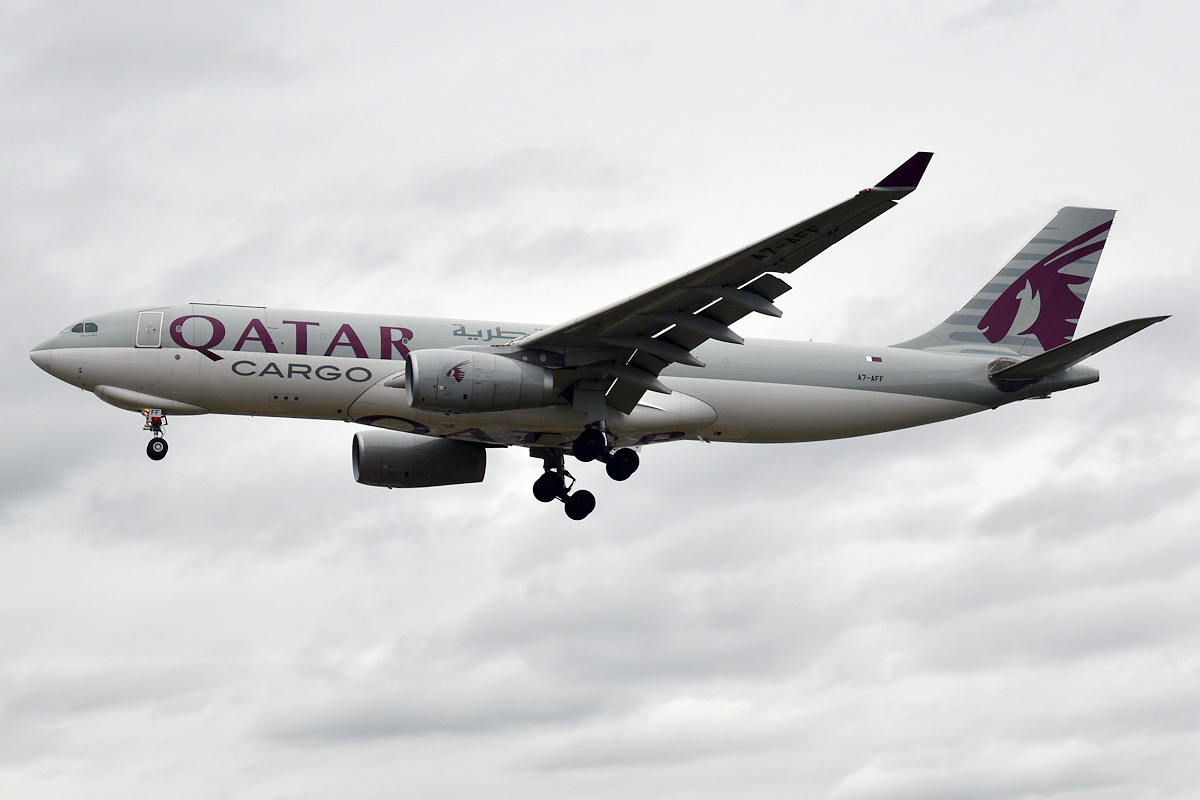
空中巴士A330-200F

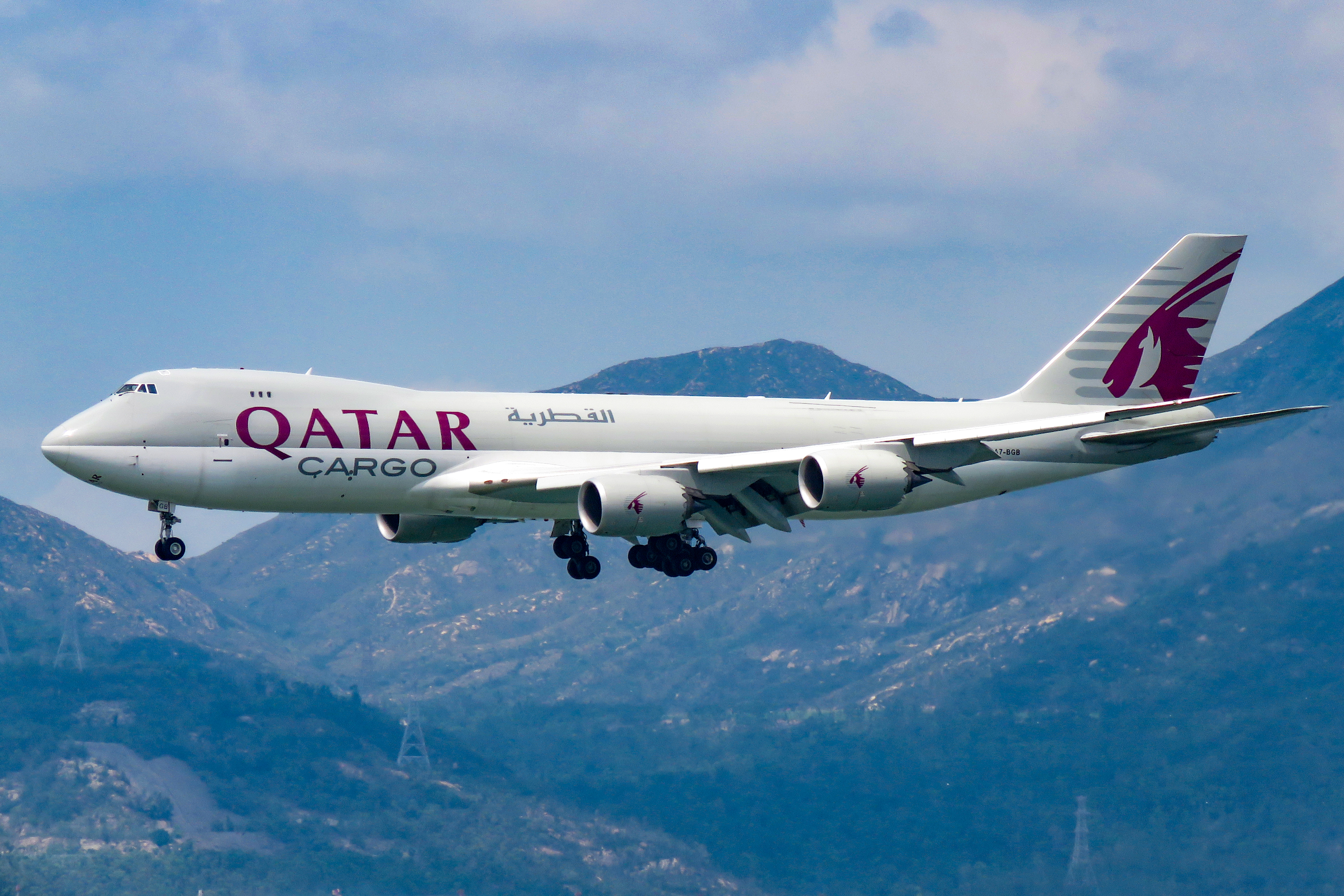
波音747-8F

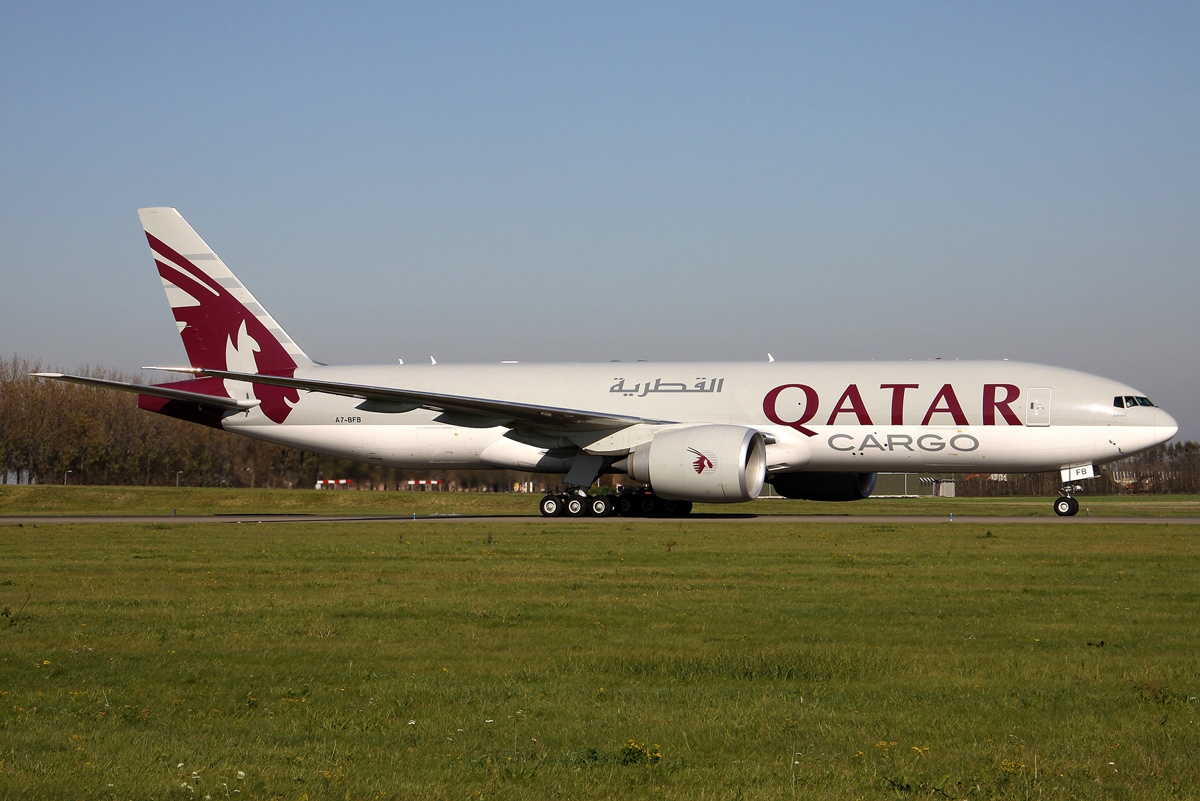
波音777F

### 埃米爾皇室行政專機Qatar Amiri Flight
- 其中A7-HSJ、A7-HBJ採用全新Amiri皇室行政專機形象塗裝，A7-MED、A7-MHH、A7-HHM採用私人商務機主流塗裝，其餘機隊則採用卡達航空標準塗裝，但機艙門並無印上寰宇一家的標誌。

## 意外事件
- 2006年6月1日，卡塔爾航空QR889航班，一架A330-200飛機由多哈往上海，在即將降落上海浦東國際機場之前，兩個引擎突然熄火。機師即時重新啟動引擎並成功在浦東機場降落，無人傷亡。
- 2007年4月19日，卡塔爾航空的一架空中巴士A300B4-622R（註冊號A7-ABV）在阿布扎比國際機場維修時焚毀。[31]
- 2011年8月13日，卡塔爾航空888號班機（波音777-300ER執飛）由多哈機場飛往上海浦東國際機場，在機組報告油量不足和浦東機場雷雨天氣的情況下申請備降虹橋機場並請求優先著陸。然而，由深圳飞往上海虹桥机场正在备降的吉祥航空1112號班機機組稱油量緊張，拒絕管制員的避讓指令，在卡航班機呼叫Mayday後仍拒絕避讓，卡航班機在管制員調整航班降落順序后得以平安降落。事後經調查，吉祥航空班機的油量仍可使執行該班機的A320等待飛行42分鐘，而卡航班機的油量距剩餘最後30分鐘燃油僅可使此波音777-300ER飛行18分鐘。[32]參見：吉祥航空1112號班機拒絕避讓事件
- 2017年12月8日，一架卡塔尔航空A321客机(A7-AIB)在卡塔尔多哈机场地面维修期间，机身上的娱乐系统卫星天线起火，机顶被烧出多個大洞，导致飞机严重受损，没有造成人员伤亡。
- 2024年5月26日，卡塔尔航空一架从多哈飞往爱尔兰都柏林的班机遭遇强烈气流，造成12人受伤。[33]

這些事故以外，卡塔爾航空並沒有發生過任何重大事故，因此是屬安全系數高的航空公司之一。

## 爭議

### 强制脱衣搜身
2020年10月2日，卡塔尔航空公司位于哈马德国际机场的厕所内发现一起弃婴事件，卡塔尔航空公司对此勒令对飞往悉尼的QR908航班上的女性乘客进行強制搜查。13名澳大利亚妇女被迫在跑道上的一辆救护车上进行脱衣搜身和医疗检查。据称这13名澳大利亚妇女在未经她们同意的情况下对她们的生殖器进行了侵入性检查。而在脱衣搜身开始之前，没有人被告知弃婴事件。澳大利亚政府批评此举是对女性的侮辱性行为，并对卡塔尔航空公司发出外交抗议和传召卡达尔大使问话。卡塔尔政府在遭受强大的舆论压力后，于同年10月向澳大利亚政府公开道歉。该事情也影响了公众对卡达尔不尊重婦女權利的长期形象。
2022年10月，5名澳大利亚妇女透过法律途径入禀澳大利亚高等法院起诉卡塔尔航空公司，并以「非法身体接触」和「对心理健康的影响」向卡塔尔航空公司和卡塔尔政府拥有的卡塔尔民航局寻求赔偿。

### 遭印度教教徒抵制
2022年5月底，印度執政黨印度人民黨發言人諾普爾‧夏馬(Nupur Sharma)在發表侮辱先知穆罕默德言論後，海灣國家和阿拉伯國家發起對印度貨品的抵制。因此，大量印度教狂熱份子發起對卡塔爾航空的反击抵制，該標籤“#BycottQatarAirways”一度在推特上熱門榜。.

### 旗下A350客機塗裝油漆起泡和防雷擊表面腐蝕糾紛
2021年12月1日，《路透社》指出，卡達航空旗下A350 XWB傳出部分客機出現機身塗裝油漆起泡和防雷擊表面腐蝕等飛機表面受損為由，停飛旗下20架A350機隊，並與阿曼航空乾租A330機隊。
空中巴士表示：A350 XWB外觀上存在著明顯毀損，包括油漆起泡和防雷擊表面的腐蝕等現象屬於正常現象，在正常情況下派飛安全無虞，但是卡達航空堅持拒絕接收剩餘A350-1000新機，考慮改引進777X等替代。
2022年2月至9月間，因長達數月的飛機油漆及其他表面損壞糾紛無法達成共識，空中巴士宣布取消50架A321neo以及23架A350-1000訂單，導致雙方爭議賠償對簿公堂，隨後卡達航空與波音公司訂購25架737 MAX 10（外加25架選擇權）來填補原A321neo訂單遭作廢的空缺。
2023年1月，空中巴士宣布，針對卡達航空修改A350 XWB機身塗裝結構設計，於油漆跟碳纖維機身之間的分層材料由原先的膨脹銅箔（ECF）變更為改良版穿孔銅箔（PCF），該材料比原先的膨脹銅箔重量更輕，但也有助於解決持續存在的龜裂問題。
2023年2月2日，空中巴士和卡達航空達成一項協議，指出A350 XWB機身塗裝的法律糾紛爭議達成和解。同時空中巴士宣布，恢復原先已取消的卡達航空50架A321neo以及23架A350-1000訂單，其中23架A350-1000預計於2023年起陸續交付，50架A321neo則於2026年起陸續交付。

## 獎項

### Skytrax評估
- 2007年：全球最佳航空公司第4名、五星級航空公司、中東最佳航空公司、最佳空中服務員第5名、頭等候機室第2名、商務候機室第3名、最佳經濟艙第4名、最佳頭等艙
- 2010年：全球最佳航空公司第3名
- 2011年：全球最佳航空公司[42]
- 2012年：全球最佳航空公司[42]
- 2013年：全球最佳航空公司第2名[43]
- 2014年：全球最佳航空公司第2名[44]
- 2015年：全球最佳航空公司[45]
- 2016年：全球最佳航空公司第2名[46]、五星級航空公司
- 2017年：全球最佳航空公司[47]
- 2018年：全球最佳航空公司第2名[48]
- 2019年：全球最佳航空公司[49]
- 2021年：全球最佳航空公司[50]、全球最佳航空公司乘務員第10名、全球最佳航空公司客艙清潔第4名
- 2022年：全球最佳航空公司[51]
- 2023年：全球最佳航空公司第2名[52]、中东最佳航空公司、最佳商务舱候机室、最佳商务舱休息室用餐、全球最佳商务舱、中东地区最佳客舱工作人员、中东最清洁的航空公司、全球最佳商务舱座椅、中东最佳经济舱[53]

## 外部連結
- 卡塔爾航空官方網站（页面存档备份，存于）（阿拉伯文）（英文）（法文）（西班牙文）（葡萄牙文）（简体中文）（俄文）（德文）（意大利文）（土耳其文）（日語）
- 卡塔尔航空的Facebook專頁
- 卡塔尔航空的X（前Twitter）
- 卡塔尔航空的Instagram帳戶
- YouTube上的卡塔尔航空頻道